# Cannes La Bocca Industries
Cannes La Bocca Industries (CLBI) est une ancienne société de construction de locomotives et autres matériels roulants puis de rénovation ferroviaire dont le siège social se trouvait 175 avenue Francis-Tonner à Cannes dans le quartier de La Bocca. 

## Historique
En 1919, la Société des Aciéries du Nord crée à La Bocca des ateliers consacrés à la réparation de matériels ferroviaires. L’entreprise se spécialise entre 1962 et 1974 dans l’entretien des wagons postaux des PTT et des voitures voyageurs de la SNCF. 
Devenue la CLBI (Cannes La Bocca Industries) en 1974, l'entreprise obtient le marché de l'entretien des trains Corail. La société procède pour la RATP à la rénovation entre 1989 et 1992 de vingt-deux des cinquante-deux rames du MP 59 (Metro Pneu appel d'offres 1959) de la ligne 1 du métro de Paris et de trente-neuf voitures du MP 59 de la ligne 4 affectées à la ligne 11 entre 1994 et 1995. Entre 1998 et 2002, la CLBI participe à la rénovation des rames du MP 73 de la ligne 6. L'entreprise participe également à la restauration des tramways de Toulouse et de Lyon, du Train des merveilles et du Lovers Rail (nl) (Pays-Bas). Elle obtient en 2002 un nouveau marché de la RATP, pour la rénovation des MF 77 de la ligne 13 cette fois, et remporte en 2004, en groupement avec Alstom Transport, la rénovation des Z2 de la SNCF.
En 2005, malgré un carnet de commandes bien rempli, l'entreprise CLBI est mise en redressement judiciaire une première fois pour défaut de trésorerie. Les dirigeants de l'époque reprochent à leur principal client, la SNCF, d'avoir tardé à prendre en charge la fourniture de pièces nécessaires à l'exécution de la prestation. Il s'ensuit long un bras de fer juridique entre les mandataires successifs de la CLBI et la SNCF, dont cette dernière sortira victorieuse en 2022, les dirigeants de l'époque étant quant à eux condamnés en 2018 pour malversations.
Entre-temps, la CLBI est reprise une première fois en 2006, avec le soutien de Siemens Mobility (qui se laisse la possibilité d'entrer ultérieurement au capital) et du Conseil Régional de Provence-Alpes-Côte-d'Azur,. Rebaptisée STP (Système Transport Production), elle poursuit, avec 280 salariés, la rénovation des trains Corail et entreprend celle des automotrices Z2 du TER et celle des rames MF 77 de la ligne 13 du métro parisien en cotraitance avec l'entreprise italienne AnsaldoBreda. Mais les difficultés avec la SNCF se poursuivant, cette aventure tourne court et STP dépose le bilan en 2008.
Deux repreneurs potentiels s'affrontent l'année suivante pour prendre le contrôle de l'entreprise : AnsaldoBreda et un investisseur spécialisé dans la reprise de sites industriels nommé Lancaster. Le tribunal de commerce tranche d'abord pour le second, considérant son offre mieux-disante en termes d'emplois,, mais AnsaldoBreda fait appel de cette décision (soutenu par Alstom et la RATP) et obtient gain de cause, son projet étant jugé plus sérieux,.
Cette nouvelle reprise butte toutefois sur des difficultés avec le seul client restant de l'entreprise, la RATP. Alors que la nouvelle filiale AnsaldoBreda France comptait sur la rénovation des MF 77 des lignes 7 et 8 pour prolonger son activité une fois traitées celles de la ligne 13, la RATP invoque le retard constaté sur cette dernière opération pour annuler la rénovation des rames MF 77 restantes. Après plusieurs revirements,,, la justice donne raison à la RATP, entraînant la liquidation d'AnsaldoBreda France et la fermeture de son usine en mars 2012,,,.
Un ultime espoir de poursuivre une activité industrielle sur le site sous la forme d'une SCOP ne se concrétisant pas, les équipements de l'usine sont vendus aux enchères en octobre 2012. L'usine reste en friche (la ville de Cannes souhaitant préserver le terrain de la spéculation immobilière) jusqu'en 2022, où est annoncé un projet porté par la société audiovisuelle Novelty-Magnum-Dushow mêlant studios de tournage, plateaux de télévision, base logistique, bureaux, logements, hôtellerie et restauration, s'inscrivant dans la démarche Cannes On Air portée par la Ville,,,.